# Jennifer Landon
Jennifer Landon (nascida em 29 de agosto de 1983 em Malibu, Califórnia) é uma atriz estadunidense. Ela é conhecida por seu papel como Gwen Norbeck Munson em As the World Turns.

## Vida pessoal
Landon é filha do ator Michael Landon e de Cindy Clericode sua terceira esposa. Ela também é a meia-irmã do roteirista Christopher Landon e do diretor Michael Landon Jr.
Landon formou na Escola Brentwood antes de se mudar para Nova York para participar da New York University, onde ela fez produções teatrais.
Ela é apenas a segunda atriz ao lado de Jennifer Finnigan para ganhar um prêmio Daytime Emmy por três anos consecutivos.
Em 2011 participou da série House MD na 7ª temporada no episódio "Ultima Tentação".
Em 1 de maio de 2012, foi anunciado que Landon se tornaria a atriz para retratar o papel de Heather Stevens em The Young and the Restless.

## Filmography
- 1989: Highway to Heaven
- 1991: Us
- 2004: L.A. D.J.
- 2005–08, 2010: As the World Turns
- 2007: As the World Turns
- 2011: The Goree Girls
- 2012—: The Young and the Restless